# Чејковице (Ходоњин)
Чејковице (чеш. Čejkovice) је насељено мјесто са административним статусом сеоске општине (чеш. obec) у округу Ходоњин, у Јужноморавском крају, Чешка Република.

## Становништво
Према подацима о броју становника из 2014. године насеље је имало 2.485 становника.